# シャウミャノフスク地区
シャウミャノフスク地区（シャウミャノフスクちく、ロシア語: Шаумяновский район）、別名シャウミャン（村）地区（アゼルバイジャン語: Şaumyan (kənd) rayonu）、シャフミアン地区（アルメニア語: Շահումյանի շրջան）は、アゼルバイジャン・ソビエト社会主義共和国に存在した地区。シャウミャノフスクを首府とし、面積は600平方キロメートル。

## 沿革
シャウミャノフスク地区は1991年の時点で人口約2万人のうち82パーセントをアルメニア人が占めたが、アルメニア人自治州であるナゴルノ・カラバフ自治州には含まれず、その北部に隣接する地区であった。しかし、地区の郊外にはアゼルバイジャン人の村があり、アルメニア人居住域は自治州とは隔たれた状態にあった。当時、地区のアルメニア人は民族対立から極度の困窮状態にあり、彼らは天候のよい日に一日一回アルメニア・ソビエト社会主義共和国のエレヴァンからヘリで空輸されてくる燃料で命を繋いでいた。電話も郵便も機能せず医療環境も劣悪で、地区の主要産業であるワイン醸造も石膏生産も、輸出先を失って崩壊状態にあった。
1989年7月25日に地区ソビエトはアゼルバイジャン最高会議 (ru) に対し地区のナゴルノ・カラバフ自治州への編入を要請し、同月にはアゼルバイジャン共産党地区委員会が地区の自治州への編入を決議した。8月1日にバクーはこれらの要求を退け、翌1990年1月15日には地区と自治州に非常事態宣言が発された。さらに8月29日にはアゼルバイジャン共産党中央委局が党地区委の活動を停止し、その第一書記ウラジーミル・アガジャニャンを民族主義・分離主義者として除名した。そしてついに1991年1月14日、アゼルバイジャン最高会議幹部会はシャウミャノフスク地区を隣接する自治州外カスム・イスマイロフ地区（シャウミャノフスク地区の50倍の、主にアゼルバイジャン人からなる人口を擁する）へと編入することを決議した（2月7日承認）。
1991年春、旧シャウミャノフスク地区は同じくアルメニア人が多数を占めるハンラル地区とともに、ソ連軍とアゼルバイジャンOMON (ru) による円環作戦の対象となった。この結果としてシャウミャノフスク地区からは1万7000人を超すアルメニア人避難民が発生した。アゼルバイジャンがソ連から独立した直後の同年9月2日、シャウミャノフスク地区ソビエトは自治州ソビエトとの合同会議で、ともに新国家「ナゴルノ・カラバフ共和国」を形成することを宣言した。しかし、ナゴルノ・カラバフ戦争中の翌1992年6月12日、シャウミャノフスク地区はアゼルバイジャン軍に制圧された。
「ナゴルノ・カラバフ共和国」側は現地名で旧シャウミャノフスク地区と同名のシャフミアン地区を設置しているが、その領域はシャウミャノフスク地区とは一致していない。

## 人口推移
地区の民族別人口は以下のように推移している。
- 総人口
- アルメニア人
- アゼルバイジャン人
- ロシア人

## 行政区分
1977年の時点で地区には首府シャウミャノフスクの他ユハルィ・アグジャケンドの2町と16の村が置かれ、それらを管轄する2つの集落ソビエトと10の村ソビエトが存在した。
- シャウミャノフスク集落ソビエト
  - シャウミャノフスク（ロシア語版）
  - ハルハプト (az)
- ユハルィ・アグジャケンド集落ソビエト
  - ユハルィ・アグジャケンド
  - バッルィカヤ（アゼルバイジャン語版）
- アルミャンスキエ・ボリスィ村ソビエト
  - アルミャンスキエ・ボリスィ
- ブズルク村ソビエト
  - ブズルク（アゼルバイジャン語版）
  - バシュクィシュラク（アゼルバイジャン語版）
- ギュリュスタン村ソビエト
  - ギュリュスタン（英語版）
- ギュルザラル村ソビエト
  - ギュルザラル（アゼルバイジャン語版）

- ゼイヴァ村ソビエト
  - ゼイヴァ（アゼルバイジャン語版）
  - シェフェク（アゼルバイジャン語版）
- カラチナル村ソビエト
  - カラチナル（アゼルバイジャン語版）
  - エニケンド（アゼルバイジャン語版）
  - ガフトゥト（アゼルバイジャン語版）
- マナシド村ソビエト
  - マナシド（英語版）
- ルスキエ・ボリスィ村ソビエト
  - ルスキエ・ボリスィ（英語版）
- トダン村ソビエト
  - トダン（アゼルバイジャン語版）
- エルケチュ村ソビエト
  - エルケチュ（ロシア語版）